# Spirama rosacea
Spirama rosacea là một loài bướm đêm trong họ Erebidae.